# Pherbellia alpina
Pherbellia alpina är en tvåvingeart som först beskrevs av Frey 1930.  Pherbellia alpina ingår i släktet Pherbellia och familjen kärrflugor. Arten är reproducerande i Sverige. Inga underarter finns listade i Catalogue of Life.